# Persona grata
Die persona grata (lateinisch für willkommener Mensch) bezeichnet einen in Aussicht genommenen Vertreter eines Staates im Range eines Botschafters, eines Gesandten oder eines Ständigen Geschäftsträgers, dem das Agrément, gemäß Artikel 4 der Wiener Übereinkommen über diplomatische Beziehungen,  die Zustimmung durch den zukünftigen Empfangsstaat, erteilt wurde. Die Erteilung eines Einreisevisums für Diplomaten, die als Mitglieder des diplomatischen Personals der Mission vorgesehen sind, gilt als Erklärung zur persona grata.
Das Gegenteil ist die Persona non grata.